# Jan O’Sullivan
Jan O’Sullivan (irl. Jan Uí Shúilleabháin; ur. 6 grudnia 1950 w Limerick) – irlandzka polityk, nauczycielka i samorządowiec, działaczka Partii Pracy, parlamentarzystka, w latach 2014–2016 minister edukacji.

## Życiorys
Absolwentka szkoły średniej Villiers School, następnie ukończyła studia na Trinity College w Dublinie. Pracowała jako nauczycielka w edukacji przedszkolnej.
W latach 80. działała w Democratic Socialist Party, z którą w 1990 dołączyła do Partii Pracy. Od 1985 do 2003 był radną miejską w Limerick, w latach 1993–1994 zajmowała stanowisko burmistrza tej miejscowości. W strukturach laburzystów pełniła m.in. funkcje rzecznika ds. edukacji oraz rzecznika ds. zdrowia, w 2007 kandydowała na zastępcę lidera ugrupowania, przegrywając z Joan Burton.
W 1992 i 1997 bez powodzenia ubiegała się o mandat Teachta Dála. W 1993 powołana w skład Seanad Éireann z ramienia panelu administracyjnego, w izbie wyższej zasiadała przez cztery lata. W 1998 wybrana do Dáil Éireann w głosowaniu uzupełniającym przeprowadzonym po śmierci dawnego lidera DPS Jima Kemmy'ego. Mandat poselski utrzymywała w kolejnych wyborach w 2002, 2007, 2011 i 2016.
W pierwszym rządzie Endy Kenny’ego od marca do grudnia 2011 pełniła funkcję ministra stanu ds. handlu i rozwoju, następnie do lipca 2014 była ministrem stanu ds. mieszkalnictwa i planowania. W lipcu 2014 w tym samym gabinecie objęła urząd ministra edukacji, który sprawowała do maja 2016.